# Monotypický taxon

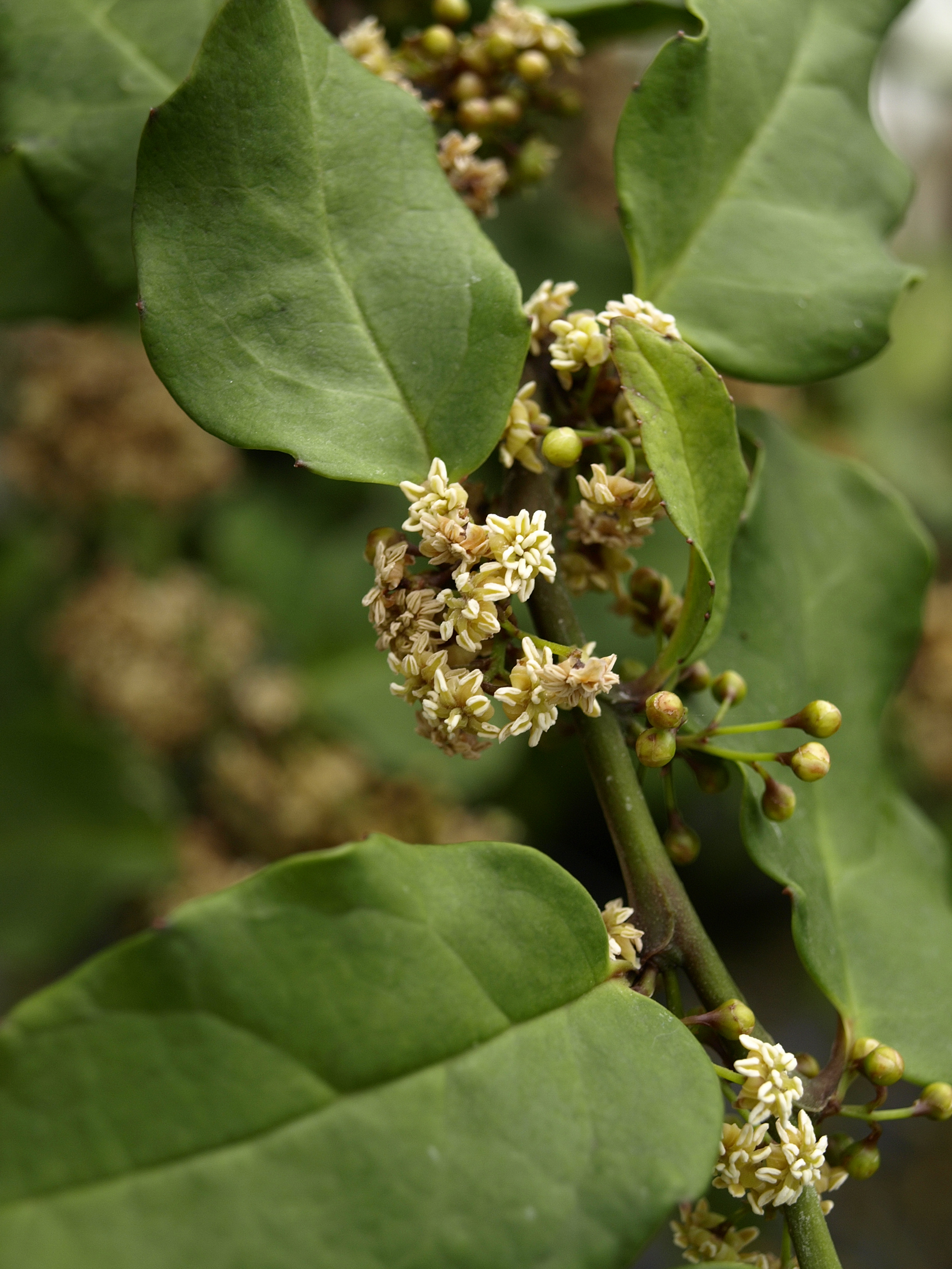
Amborellales je monotypický řád, obsahuje podle dnešních systémů pouze jednu čeleď (Amborellaceae), jeden rod (Amborella) a jeden druh (Amborella trichopoda)

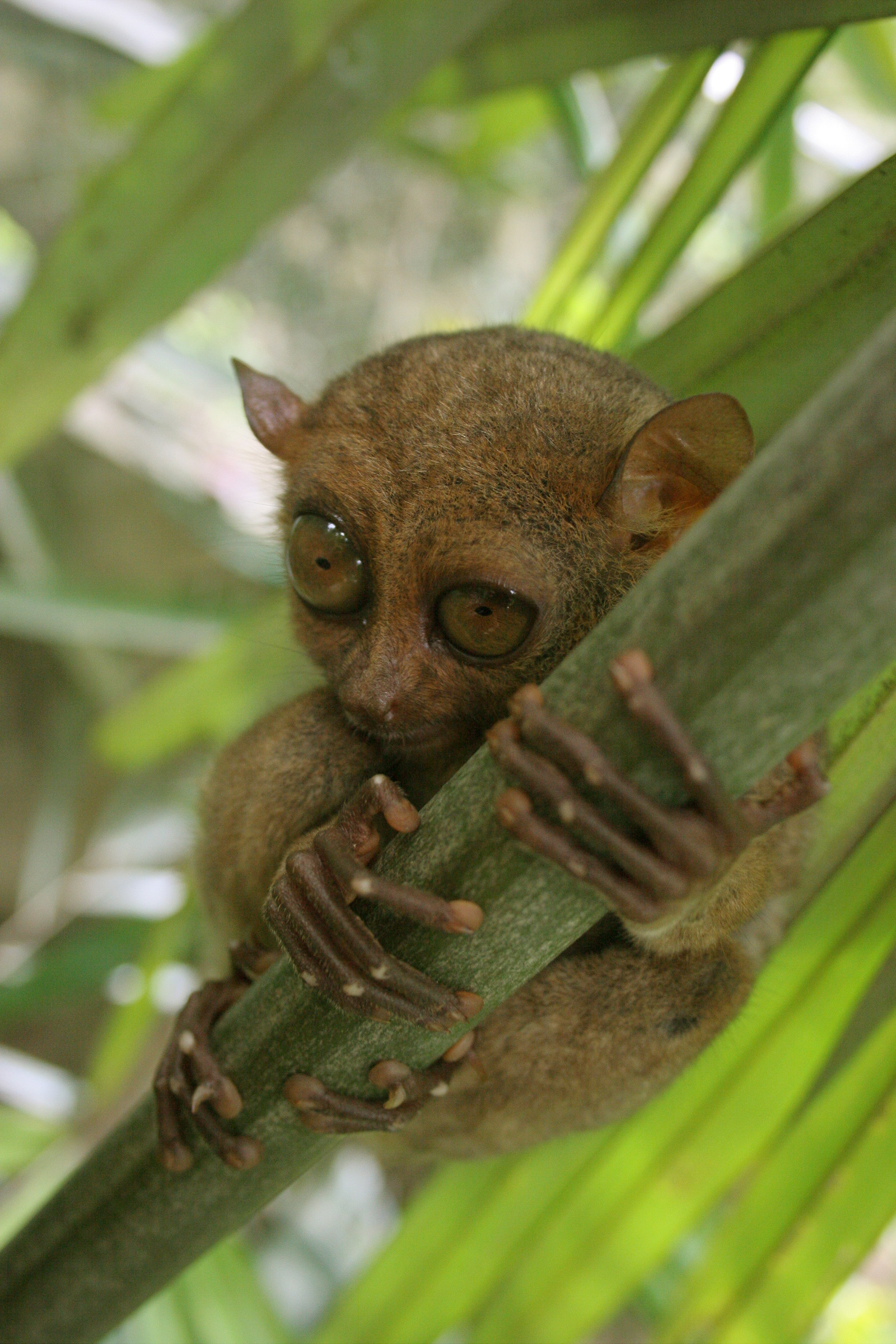
Nártounovití (Tarsiidae) jsou podle zoologických pravidel monotypická čeleď, protože obsahují pouze rod nártoun (Tarsius). Podle botanické nomenklatury by však tato čeleď monotypická nebyla, protože obsahuje více druhů nártounů

Monotypický taxon je odlišně definován v botanice a odlišně v zoologii. Obecně se však jedná o takový taxon, jemuž je podřazen jen jeden taxon.

## V botanice
Monotypický taxon má jen jediný druh. Někdy se používá výraz jednodruhový (unispecifický) taxon.
- Monotypický řád má monotypickou čeleď s monotypickým rodem, který má jen jediný druh.
- Monotypická čeleď má monotypický rod s jediným druhem.
- Monotypický rod má jen jediný druh.

Příklady:
- Monotypický řád: Amborellales – jediná čeleď Amborellaceae – jediný rod Amborella – jediný druh Amborella trichopoda.
- Monotypická čeleď: Gomortegaceae – jediný rod Gomortega – jediný druh Gomortega keule.
- Monotypický rod: Akania – jediný druh Akania bidwillii.

## V zoologii
Monotypický taxon má jen jediný nejblíže podřazený taxon.
- Monotypický řád má jen jedinou čeleď, na počtu rodů nezáleží.
- Monotypická čeleď má jen jediný rod, na počtu druhů nezáleží.
- Monotypický rod má jen jediný druh, na počtu poddruhů nezáleží.
- Monotypický druh nemá žádný poddruh.

Příklady:
- Monotypický řád: tany Scandentia – jediná čeleď tanovití Tupaiidae.
- Monotypická čeleď: letuchovití Cynocephalidae – jediný rod letucha Cynocephalus.
- Monotypický rod: daman Procavia – jediný druh daman skalní Procavia capensis
- Monotypický druh: kapustňák jihoamerický Trichechus inunguis – žádný poddruh.